# Senato della California
Il Senato della California è la camera alta della legislatura statale della California. Esso si riunisce, insieme all’Assemblea dello Stato della California, nel Campidoglio a Sacramento.
Il Senato conta 40 membri, ognuno rappresentante di un distretto che comprende circa 931.000 abitanti. I senatori sono eletti ogni quattro anni per un mandato di pari durata, con un limite di due mandati (8 anni) prima del 2012, e di tre mandati (12 anni) dal 2012.

## Storia
Prima del 1968, i distretti elettorali del Senato erano limitati tali che una contea poteva contenere al massimo un solo seggio. Ciò faceva sì che la contea di Los Angeles (con 6 milioni di abitanti nel 1968) avesse una rappresentanza di 600 volte minore rispetto alle contee di Alpine e  di Calaveras, le meno popolose dello Stato. La Corte suprema degli Stati Uniti ha stabilito che tutti gli Stati dovessero elaborare distretti elettorali di pari popolazione. Come tali, i confini sono stati modificati in modo più equo.

## Leadership del Senato
Il vice governatore della California funge da presidente del Senato, ma vota solamente se vi è parità assoluta. In sua assenza, la presidenza viene assunta dal presidente pro tempore, eletto dal partito di maggioranza a cui segue la conferma da parte dell'intero Senato. Il presidente pro tempore è la prima carica del Senato; i leader di maggioranza e minoranza sono eletti dai rispettivi partiti.